# دهستان لاهرود
دهستان لاهرود نام دهستانی در بخش مشکین شرقی شهرستان مشگین‌شهر، استان اردبیل در ایران است. براساس سرشماری مرکز آمار ایران در سال ۱۳۸۵، جمعیت آن ۵۶۳۰ نفر (۱۳۷۳ خانوار) بوده‌است.